# Универзитет у Болоњи
Универзитет у Болоњи (итал. Università di Bologna, UNIBO, лат. Universitas Bononiensis) је најстарији универзитет у свету који је још увек активан. Школа правних наука у Болоњи постојала још од XI века; историчари се слажу да је година оснивања 1088. Оснивач овог универзитета био је учитељ права Ирнеријо, који је умро 1125. Универзитет је добио повељу цара Фридриха I Барбаросе 1158. Први статут потиче из 1317. Универзитет окупља 23 факултета на којима студира скоро 100 хиљада студената. По величини је трећи универзитет у Италији. Предавања се, поред Болоње, одржавају у Ређо Емилији и Имоли, и још 4 кампуса: Равена, Форли, Ћезена и Римини. У саставу универзитета су још Школа за изузетност у студирању (scuola per l'eccellenza negli studi), Високи колеџ и инострано одељење у Буенос Ајресу.
При његовом оснивању, реч universitas је први пут скована. Са преко 90.000 студената, то је други по величини универзитет у Италији после Ла Сапијенце у Риму.
То је било прво место студирања које је користило термин universitas за корпорације студената и наставника, што је дефинисало институцију (посебно њен правни факултет) која се налази у Болоњи. Амблем универзитета носи мото, Alma Mater Studiorum („Хранљива мајка студија“), а потиче из 1088. године. Ова установа има кампусе у Чезени, Форлију, Равени и Риминију и огранак у иностранству у Буенос Ајресу, Аргентина. Такође има школу изврсности под називом Collegio Superiore di Bologna. Придружени издавач Универзитета у Болоњи је Бононија универзитеткса штампа. На универзитету је студирала прва жена која је стекла универзитетску диплому и предавала на универзитету, Бетисија Гоцадини, и прва жена која је стекла и докторат наука и плаћену позицију универзитетског професора, Лаура Баси.
То је један од најпрестижнијих универзитета у Италији и обично се сврстава међу најбоље универзитете у Италији и свету. Посебно је познат по студијама права, медицине и природних наука. Универзитет у Болоњи је имао централну улогу у науци током италијанске ренесансе, где је био смештен и образован Никола Коперник, као и бројни други ренесансни математичари.

## Историја
Датум оснивања Универзитета у Болоњи је неизвестан, али већина извештаја верује да је то 1088. година. Универзитет је добио повељу (Authentica habita) од стране цара Светог римског царства Фридриха I Барбаросе 1158. године, али је у 19. веку, комитет историчара предвођен Ђозуе Кардучијем, пронашао је универзитет био основан до 1088. године, што га учинило најстаријим континуирано делујућим универзитет у свету. Међутим, развој институције у Болоњи у универзитет је био постепен процес. Пол Грендлер пише да „није вероватно да је постојало довољно наставе и организације да заслужују термин универзитета пре 1150-их, и да се то можда није догодило пре 1180-их.”
Универзитет је настао око друштава за узајамну помоћ (познатих као universitates scholarium) страних студената званих „нације“ (како су груписани по националности) ради заштите од градских закона који су наметали колективне казне странцима за злочине и дугове њихових сународника. Ови студенти су затим ангажовали научнике из већ постојећих градских лаичких и црквених школа да им предају предмете као што су слободне уметности, нотарско право, теологија и ars dictaminis (преписивање).
Универзитет је историјски познат по предавању канонског и грађанског права; заиста, основан је великим делом са циљем проучавања пандекта, централног текста у римском праву, који је поново откривен у Италији 1070. године, и универзитет је имао централну улогу у развоју средњовековног римског права. До модерних времена, једина диплома која се давала на том универзитету била је докторат.
Бетисија Гоцадини је дипломирала право 1237. године, као једна од првих жена у историји која је стекла универзитетску диплому. Две године је предавала право од свог дома, а 1239. предавала је на универзитету, поставши прва жена у историји која је предавала на универзитету.
Лаура Баси је рођена у просперитетној породици у Болоњи и школовала се приватно од своје пете године. Басијино образовање и интелект приметио је Просперо Лоренцини Ламбертини, који је 1731. постао надбискуп Болоње (касније папа Бенедикт XIV). Ламбертини је постао званични покровитељ Басијеве. Он је организовао јавну дебату између Лауре и четири професора са Универзитета у Болоњи 17. априла 1732. године. Године 1732, Лаура, стара двадесет година, јавно је одбранила својих четрдесет и девет теза о Philosophica Studia у Сала дегли Анзиани у градској скупштини. Универзитет у Болоњи јој је 12. маја доделио звање доктора. Она је постала прва жена која је докторирала науке и друга жена на свету која је докторирала филозофију после Елене Корнаро Пископије 1678, педесет четири године раније. До тада је била популарно позната као Болоњска Минерва. Сенат и Универзитет у Болоњи су 29. октобра 1732. одобрили Басијину кандидатуру, а у децембру је именована за професора природне филозофије да предаје физику. Она је постала је прва плаћена жена предавач на свету, чиме је започела своју академску каријеру. Била је и прва жена чланица било које научне установе, када је 1732. године изабрана у Академију наука Института у Болоњи. Лаура је постала најважнији популаризатор Њутнове механике у Италији.
Године 1971, Гришас Бенедето Марзуло заједно са Умбертом Еком, Ренатом Барилијем, и Аделиом Ферером основао у оквиру Факултета књижевности и уметности DAMS (акроним од discipline delle arti, della musica e dello spettacolo, „Дисциплина уметности, музике и извођења“). Био је то курс првог степена овог типа који је отворен у Италији. Између 26. децембра 1982. и 29. новембра 1983. догодила су се DAMS убиства (на итал. Delitti del DAMS), која су се односила на четири жртве које су биле студенти или професори DAMS-а: Анђело Фабри (бриљантан ученик Умберта Ека), Ливијана Роси, плесачица Франческа Алинови (која је избодена 47 пута) и Леонарда Полвани.

## Факултети

### у Болоњи
- пољопривреда
- индустријска хемија
- економске науке
- фармација
- правне науке
- инжињерство
- филозофија
- страни језици и књижевност
- медицина и хирургија
- ветеринарска медицина
- педагогија
- математика
- физика и природне науке
- физичка култура и спорт
- политичке науке
- статистика

### у Ћезени
- архитектура
- инжињерство
- психологија
- пољопривреда
- правне науке
- информатичке науке

### у Форлију
- економија
- политичке науке
- висока школа савремених језика за преводиоце

### у Равени
- заштита културних добара

### у Риминију
- економија

### Познати студенти
- Грацијан
- Данте Алигијери
- Франческо Петрарка
- Еразмо Ротердамски
- Леон Батиста Алберти
- Никола Коперник
- Албрехт Дирер
- Ђироламо Кардано
- Парацелзус
- Марчело Малпиги
- Карло Боромејски
- Торквато Тасо
- Карло Голдони
- Луиђи Галвани
- Пјер Паоло Пазолини

### Познати професори
- Булгаро
- Папа Александар III
- Ђозуе Кардучи
- Камило Голђи
- Романо Проди
- Умберто Еко